# La Traversée de la Loire
Pour plus de détails, voir Fiche technique et Distribution.
La Traversée de la Loire est un film français réalisé par Jean Gourguet, sorti en 1962.

## Synopsis
Juin 1940, près de Saumur. Au cours de l'exode, les ponts ayant été détruits, un groupe de réfugiés, réunis par le hasard de la fuite devant l'avancée des troupes allemandes, construit un radeau afin de traverser la Loire pour permettre l'évacuation d'une petite fille malade.

## Fiche technique
- Titre : La Traversée de la Loire
- Réalisation : Jean Gourguet
- Scénario et dialogues : Jean et Michelle Gourguet
- Photographie : Pierre Lebon
- Ingénieur du son : Jean Bonnafoux
- Musique : José Cana
- Montage : Jeanne-Marie Favier
- Directeur de production : Émile Breysse
- Production : Les Films S.F.P.
- Pays d'origine :  France
- Tournage : 10 avril au 29 avril 1961
- Genre : Comédie dramatique
- Durée : 95 minutes
- Date de sortie : France, 31 janvier 1962

## Distribution
- Geneviève Kervine : Irène
- Henri Vilbert : l'industriel
- Alexandre Grecq : Éric
- Rellys
- Maryse Martin
- Georges Chamarat : Docteur Segal
- Robert Vattier : Louis
- Pierre Larquey : Antoine
- Suzanne Grey
- Luce Fabiole : Lucie
- Henri Lambert : le Rouquin
- Suzy Willy
- Mag-Avril : Elise
- Marcel Pérès
- Annick Bouquet : Maria
- Martine Lambert : Jojo